# Mitra (arma)
Il termine mitra, nell'accezione comune, designa un'arma da fuoco automatica individuale portatile, camerata per cartucce da pistola.

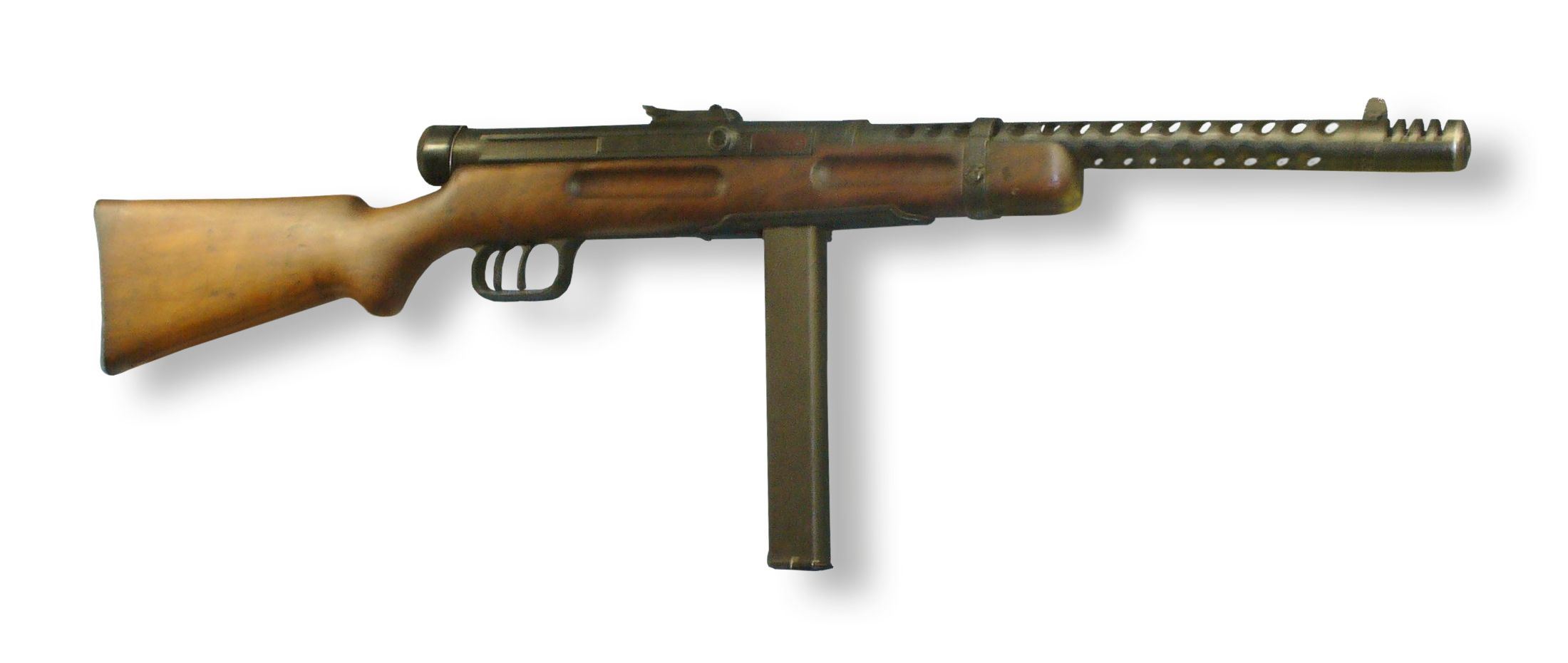
Mitra Beretta MAB 38

## Definizione

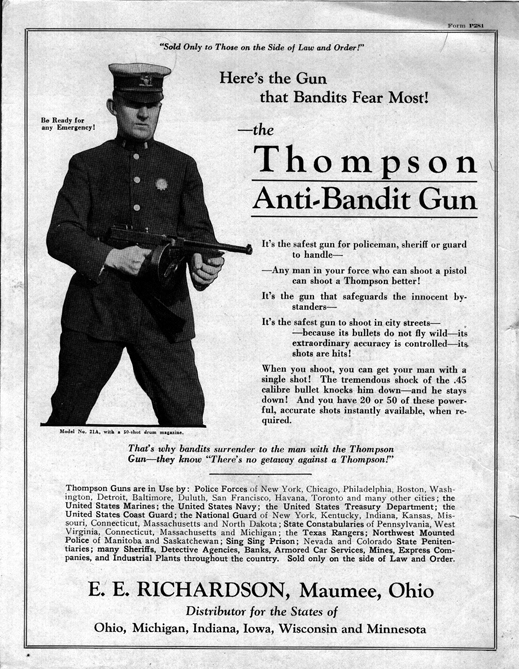
Locandina pubblicitaria del mitra Thompson. La scritta a inizio del manifestino recita "L'arma che i banditi temono di più"

"Mitra" è un termine coniato in Italia negli anni trenta del ventesimo secolo: partendo dalla definizione di arma automatica, se ne deduce che si tratta di un'arma che consente a chi la imbraccia di sparare una sequenza di proiettili in rapidissima successione, mantenendo una semplice pressione del dito sul grilletto e di interromperne il fuoco sollevando il dito stesso: spesso è possibile, in alternativa, sparare anche in modalità semiautomatica, cioè a colpo singolo. Ad ogni colpo, chi spara deve sollevare il dito dal grilletto e ripremerlo per sparare il colpo successivo, senza dover però prima riarmare il percussore.
Si tratta comunque di un termine non tecnico, al quale non corrisponde una specifica arma, ma un insieme di armi aventi le caratteristiche indicate. Etimologicamente il nome è l'abbreviazione di mitragliatrice, e da questa deriva la rapidità di fuoco, unendogli però la portabilità di un'arma da fuoco individuale come la pistola, il moschetto o la carabina: a volte il termine è impropriamente usato per identificare armi quali i fucili mitragliatori.

## Esempi di mitra

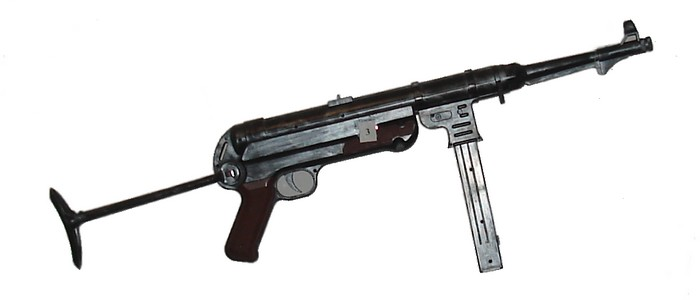
La tedesca Maschinenpistole 40

Fu molto usato nella seconda guerra mondiale.
Tra le armi convenzionalmente note in italiano come mitra, ci fu il Beretta MAB 38, la cui denominazione ufficiale era però "Moschetto Automatico Beretta", da cui la sigla. Un'altra arma celebre e definita in italiano mitra, fu l'americano Thompson, famoso per le sue frequenti apparizioni nei film di gangster della Chicago anni trenta, ma in realtà utilizzato diffusamente anche dalle truppe statunitensi nel corso della  guerra mondiale, seppure con caricatore lineare. In inglese il Thompson viene definito submachine gun. I tedeschi usarono l'MP 40, i britannici lo Sten.

## Confronti con altri tipi di armi automatiche
I mitra possono spesso venire confusi con armi definite in linguaggio tecnico pistola mitragliatrice, fucile mitragliatore o fucile d'assalto; in realtà la pistola mitragliatrice differisce dal mitra prevalentemente per la possibilità di utilizzo efficace con una mano: nell'accezione comune, invece, il termine mitra si riferisce solitamente più ad un'arma da fuoco da imbracciare, cioè da sostenere durante lo sparo con entrambe le mani.
A causa dell'etimologia del nome, il mitra viene anche scambiato con il fucile mitragliatore, ma le due armi si differenziano per il fatto che mentre nel mitra si usano solo cartucce da pistola (ad esempio le 9 mm Parabellum), nel fucile mitragliatore si usa munizionamento da fucile. La potenza di queste cartucce fa sì che l'arma destinata a spararle debba essere più pesante per meglio attutire il rinculo. Un esempio di fucile mitragliatore coevo dei mitra è stato il BREN.

## L'evoluzione moderna

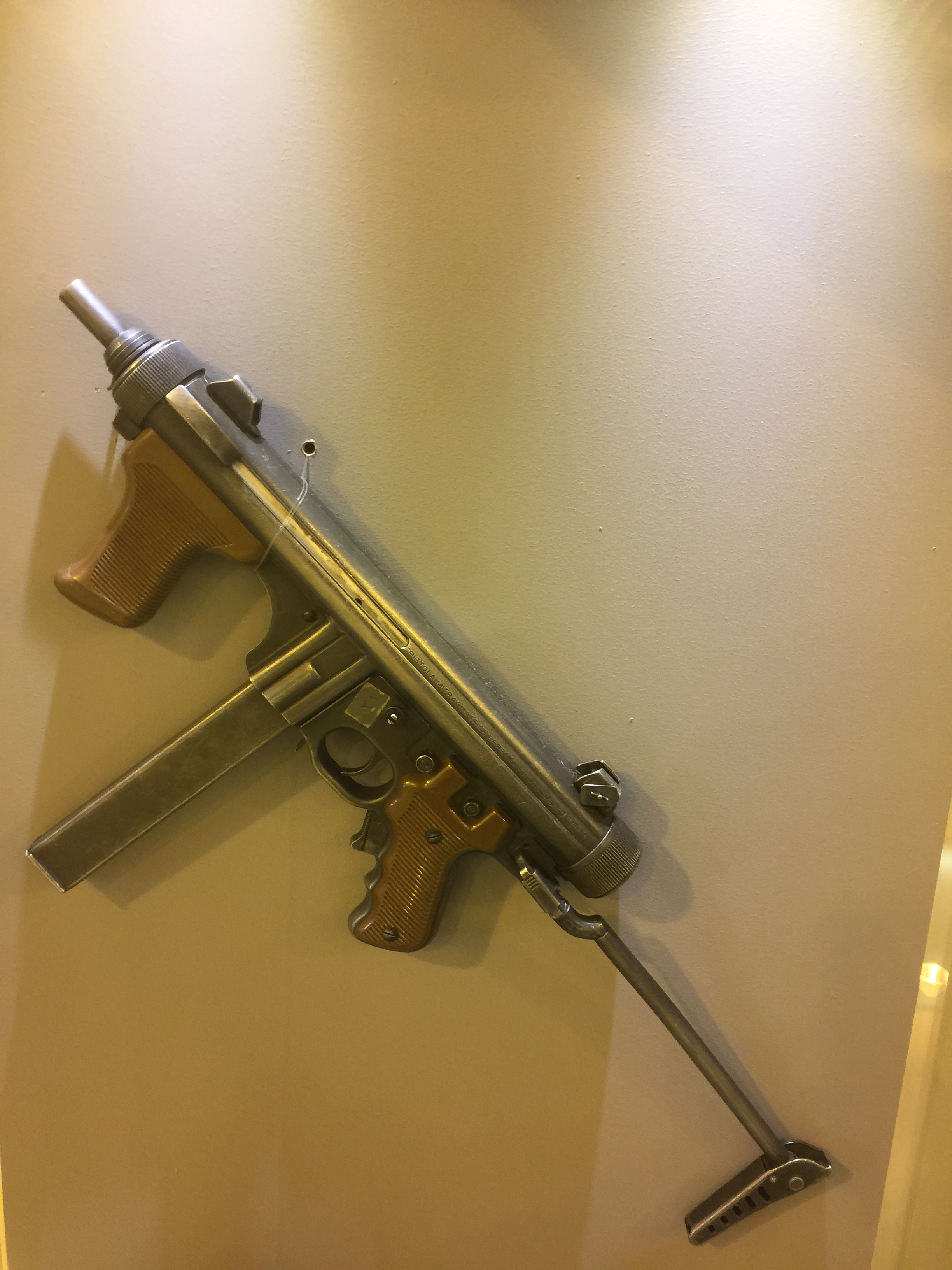
Beretta M12

Essendo i fucili mitragliatori eccessivamente pesanti per utilizzarli senza appoggio, nel secondo dopoguerra furono sviluppate cartucce da fucile più leggere, da poter essere utilizzate in armi individuali in grado di sparare sia in modo automatico che semiautomatico.
Tipica cartuccia di questo tipo è la 7,62 × 39 mm russa, che alimenta il fucile di assalto AK-47 Kalashnikov. Questo tipo di armi è stato denominato fucile d'assalto e ha soppiantato nell'utilizzo i mitra nelle forze armate. 
Modernamente, per armi automatiche più leggere dei fucili d'assalto, si preferisce utilizzare il termine pistola mitragliatrice o l'inglese submachine gun.
Sono utilizzati preferibilmente dalle forze di polizia, con modelli come il collaudato Beretta M12.